# Closer (Joy Division-album)
 For alternative betydninger, se Closer. (Se også artikler, som begynder med Closer)
Closer er titlen på det andet og sidste album fra Joy Division. Closer blev optaget mellem 18. og 30. marts 1980 i Britannia Row Studios i Islington i London, og produceret af Martin Hannett. 
Closer blev udgivet den 18. juli 1980 på Factory Records som 12 "vinyl LP. Albummet opnåede en 6. plads på den engelske UK Albums Chart. Endvidere toppede det som nr. 3 i New Zealand i september 1981. Closer blev i 1980 udråbt og kåret til "Årets NME Album" - en liste med prominente navne som David Bowie, Bob Dyland og Talking Heads, med deres albums, havde placeret sig på årene forinden. Albummet bliver af nogen betragtet som blandt de bedste albums nogensinde udgivet. Det ekstraordinære mørke og album båret af Ian Curtis' legendariske mekaniske stemme og melankolske tekster fik en troværdighedsværdi til sig efter hans selvmord 18. maj 1980.

## Genudgivelse
Closer blev i 2007 genudgivet på dobbelt-CD, hvor bonus CD'en indeholder en live-optagelse fra en koncert i London i februar 1980.

## Spor
Alle sange er skrevet af Ian Curtis, Peter Hook, Stephen Morris og Bernard Sumner.

### LP (Factory Records, FACT 25)[1][5]
Side A
1. "Atrocity Exhibition" – 6:06
2. "Isolation" – 2:53
3. "Passover" – 4:46
4. "Colony" – 3:55
5. "A Means to an End" – 4:07

Side B
1. "Heart and Soul" – 5:51
2. "Twenty Four Hours" – 4:26
3. "The Eternal" – 6:07
4. "Decades" – 6:10

## Personale
Joy Division
- Ian Curtis – vokal, guitar på "Heart and Soul", melodica på "Decades"
- Bernard Sumner – guitar, synthesizer, bas på "Atrocity Exhibition"
- Peter Hook – bas, guitar på "Atrocity Exhibition"
- Stephen Morris – trommer, elektroniske trommer og percussion

Produktion
- Martin Hannett – producer, lydtekniker
- Michael Johnson – assisterende lydtekniker
- John Caffery – lydtekniker